# Kabichén
Kabichén är en ort i Mexiko.   Den ligger i kommunen Tizimín och delstaten Yucatán, i den östra delen av landet, 1 200 km öster om huvudstaden Mexico City. Kabichén ligger 20 meter över havet och antalet invånare är 231.
Terrängen runt Kabichén är mycket platt. Runt Kabichén är det glesbefolkat, med 16 invånare per kvadratkilometer. Närmaste större samhälle är Tizimín, 20,0 km väster om Kabichén. I omgivningarna runt Kabichén växer i huvudsak städsegrön lövskog.